# 渡辺美優紀
渡辺 美優紀（わたなべ みゆき、1993年〈平成5年〉9月19日 - ）は、日本の元アイドル、ファッションモデル、ダンサー、YouTuber、歌手、プロデューサー。ガールズユニットAnge et Follettaの元メンバー、女性アイドルグループNMB48およびAKB48、SKE48の元メンバー。
奈良県出身。2021年4月までroundcell所属。所属レーベルはワーナーミュージック・ジャパンの子会社CENTRO内のetichetta（エチケッタ）。

## 来歴
2010年
- 9月20日、『NMB48オープニングメンバーオーディション』に合格（応募総数7256名、最終合格者26名）。
- 10月9日、『Visit Zooキャンペーン応援プロジェクト AKB48 東京秋祭り supported by NTTぷらら』において、NMB48第1期研究生26名の一人としてお披露目され、活動を開始する。

2011年
- 1月1日にNMB48劇場で杮落しとして開催された、『NMB48 1期生「誰かのために」』公演において、選抜メンバー16名のうちの一人として劇場公演デビューした。
- 3月10日、NMB48第1期研究生25名の中から16人のうちの一人として、チームNのメンバーに選出された。
- 7月20日に発売されたNMB48のデビューシングル「絶滅黒髪少女」では初センターを務めた。
- 5月25日発売のAKB48の21stシングル「Everyday、カチューシャ」で、山本彩とともにNMB48から初めて選抜メンバーに選ばれた。

2012年
- 3月24日、コンサート『業務連絡。頼むぞ、片山部長! inさいたまスーパーアリーナ』でAKB48チームBを兼任することが発表された[6]。
- 5月から6月にかけて実施された『AKB48 27thシングル選抜総選挙』では19位で、アンダーガールズに選出された[7]。
- 6月29日、AKB48劇場において開催された『チームB 5th Stage「シアターの女神」』公演に初出演[8]。
- 10月31日発売のAKB48の28thシングル「UZA」で、初めて16名による選抜メンバーに選ばれた。
- 11月20日、ファースト写真集『みる神』発売。同日には山本彩のファースト写真集『さや神』も発売され、あきんどスシローのCMへの出演権をかけた両者の売り上げ対決が行われた。同年12月3日付のオリコン週間本ランキングで渡辺が上位となり、CM出演権を獲得した[9]。
- 11月25日に大阪市で開催された第2回大阪マラソンにチャリティーサポーターとして参加[10]。

2013年
- 6月3日発表のオリコン2013年上半期本ランキング写真集部門でファースト写真集『みる神』が3位を獲得、ソロ写真集としてはトップとなる[11]。
- 5月から6月にかけて実施された『AKB48 32ndシングル選抜総選挙』では15位で、総選挙による選抜メンバーに初めて選出された[12]。

2014年
- 2月24日、Zepp DiverCityで開催された『AKB48グループ大組閣祭り』において、チームBIIへの異動、および兼任先がSKE48チームSに変更されることが発表[13][14]。
- 4月4日、さいたまスーパーアリーナで開催された『AKB48グループ春コンinさいたまスーパーアリーナ〜思い出は全部ここに捨てていけ！〜』SKE48単独コンサートにおいて、SKE48メンバーとして初出演[15]。
- 4月25日、『大組閣祭り』後の新体制での「制服の芽」公演初日において、SKE48劇場公演に初出演[16]。
- 5月1日、アパレルブランドSwankissとのコラボレーション企画『Swankiss×みるきー』が発表された[17]。
- 5月から6月にかけて実施された『AKB48 37thシングル選抜総選挙』では18位で、アンダーガールズに選出された[18]。
- 9月17日、日本武道館において開催された『AKB48グループ じゃんけん大会 2014 〜拳で勝ち取れ！1/300 ソロデビュー争奪戦〜』で優勝し、ソロデビューすることが決定[19]。
- 9月19日、奈良県奈良市および葛城市の両市から観光大使に任命された[20]。

2015年
- 3月26日、さいたまスーパーアリーナで行われた『AKB48 春の単独コンサート〜ジキソー未だ修行中!〜』において、SKE48チームSの兼任解除およびAKB48チームBへの再兼任が発表された[21]。
- 5月21日、SKE48チームS 5th Stage「制服の芽」公演での「渡辺美優紀を送る会」をもってSKE48との兼任が終了[22][23]。
- 5月から6月にかけて実施された『AKB48 41stシングル選抜総選挙』では12位で、選抜メンバーに選出された[24][25]。

2016年
- 4月13日、NMB48劇場で行われたチームBII「逆上がり」公演において、NMB48およびAKB48からの卒業を発表[26]。
- 7月3日と4日の2日間にわたって、『NMB48 渡辺美優紀卒業コンサート〜最後までわるきーでゴメンなさい〜』と題した卒業コンサートを神戸ワールド記念ホールで開催[27]。
- 8月9日、NMB48劇場で卒業公演を実施し、NMB48としての活動を終了[28]、同時にAKB48との兼任も解除。
- 8月21日、ファーストスタイルブック「MILKY」の発売記念イベントで卒業公演後初めて公の場に登場し、今後の活動については未定と語った[29][30]。

2018年
- 7月12日に芸能活動の再開を発表し、公式サイトおよびファンクラブを開設した[31][32]。9月19日にZepp Tokyo、同21日になんばHatchにおいてソロライブツアー『1st LIVE TOUR 2018 〜Milky Landだよね〜』を開催した[33]。

2019年
- 4月3日、ソロとしての1stアルバム『17%』を発売[5]。
- 12月8日、自身初プロデュースを手掛ける2年間限定ユニット「Ange et Folletta」（アンジュ エ フォレッタ、フランス語で『天使と小悪魔』[34]）を結成、メンバーとして活動を開始[35]。

2020年
- 9月、MARK STYLERがZOZOTOWN内にオープンしたポップアップショップ『Now me.』にて、自身のプロデュースアイテムを販売。AUTUMN&WINTER COLLECTIONとして展開されたアパレルグッズのデザインを手掛けた[36]。
- 12月19日、ヒューリックホール東京において『Miyuki Watanabe Christmas Premium Live 2020』を開催し、コロナ禍で未定だったAnge et FollettaのCDデビューが来春に決定したと発表した[37]。

2021年
- 3月24日、Ange et Follettaの1stミニアルバム『Ange et Folletta 〜Danse〜』が発売[38]。
- 4月22日、同月末をもって所属事務所「roundcell」を退所することを発表[3]。5月1日以降はファンクラブの新規入会などを行わないことも発表された[3]。
- 5月7日、個人事務所設立と、新たなファンクラブの設立を発表[39]。
- 12月3日、渋谷伝承ホールにてAnge et Follettaのワンマンラストライブ『Ange et Folletta -with wings-』を開催[40]。
- 12月7日、Ange et Follettaの活動を終了[40]。

2022年
- 6月25日にBillboard Live YOKOHAMAにてダンスショーを開催。同公演は一般販売開始日にチケットが即完したため、追加公演も行われた[41]。

2023年
- 9月19日に角川春樹事務所よりフォトブック「だっぴ」を発売[42]。

## 人物
- 渡辺家の一人娘として誕生した。「21世紀に向かって美しく優しい女の子になってほしい」という願いを込めて「美優紀」と名づけられた[43]。
- 愛称は、みるきーで、高校入学以降、一部の友達から呼ばれていたもの。入学式で、女子生徒から「なんかみるきーっぽい」という理由で呼ばれはじめたのがきっかけである[43]。
- 性格は、いつも笑顔で前向きで明るく、天然でちょっとズレている[44][45]。よく「フワフワしてる」「ニコニコしてる」と言われる[46]。
- 小学校低学年の頃からモーニング娘。に憧れて「あんな風に踊れるようになりたい」と母親に話し続け、小学校の5年生からダンススクールに通い始める。中学時代は週に6日はダンスに打ち込んだという[47][48]。特に、同じ奈良県出身の加護亜依があこがれの人物であるとYouTubeで語っている。
- 特技は、6年間習っていた書道で、美術館に表彰されたこともある[49]。
- 好きなブランドは、dazzlin・EGOIST[50]。
- 好きな男性のタイプは、自分のことを愛し続けてくれる人[45]。
- 好きなアーティストは、安室奈美恵[51]。
- AKB48の柏木由紀、SKE48の高柳明音、向田茉夏と仲がよい[50]。
- 近視で、仕事ではコンタクトレンズを着用し、自宅などでは眼鏡をかけている[52][53]。猫アレルギーである[54]。

### NMB48
- グループ在籍時のキャッチフレーズは、「みるくとみゆきを混ぜるだけっ♪ あっという間に…（みるきー!）ありがとうございます! 奈良県出身○歳の渡辺美優紀です」[55]。
- NMB48のメンバーほぼ全員からニックネームの「みるきー」と呼ばれているが、2期生からは「みるきーさん」のように敬称付きで呼ばれていた。ちなみに、福本愛菜とSKE48の松井玲奈はブログやGoogle+の中では「みるきっす」と称していた[56][57]。また、山本彩とは互いに下の名前で呼び捨て合う仲だが、ブログやGoogle+では「みゆきー」[58]という愛称でも呼ばれていた。まれに小悪魔的な行動や発言をすることから、インターネット上でファンにより「悪いみるきー」をもじって「わるきー」というニックネームが付けられた。秋元康総合プロデューサーは「魔性力がある」と評価している[59]。
- 唯一、一時NMB48と兼任していた横山由依からは「みゆきちゃん」と呼ばれていた[60]。
- 握手会での対応、オフィシャルブログやGoogle+などでの言葉遣いなどから、「ファンの心をわし掴みにする」釣り師と呼ばれており、AKB48のCD「ギンガムチェック」Type-B同封DVD収録「AKB48 グループメンバーによる『自撮り・釣り講座』」において、「釣り師渡辺美優紀先生による釣り講座」講師として、AKB48選抜メンバーに「釣り」テクニックの解説を行った。秋元康曰く、「全員を釣っているでしょうね。もはや、『釣り』というよりも『投網』のような感じ」[61]。
- 大好きなダンスは趣味にするつもりで、高校時代にはすでに助産師を目指して勉強するため塾にも通い始めていた。だが高校2年生の時にNMB48のオーディションが実施されることをクラスの担任や級友から教えてもらい、担任の薦めもあって、今まで頑張ってきたダンスを活かしたいと思いオーディションを受けることにした。歌唱審査で歌ったのは大塚愛の「桃ノ花ビラ」[46][49][48]。
- 完璧主義で、自分が納得いくまで練習しないと気が済まないタイプ。NMB劇場の公演初日まで、「ひたすら練習していた」記憶だけがあるという[48]。
- NMB48で仲の良いメンバーは主に年長組で、年少組はみんな可愛いと言っていた[49]。約3年半歳下の近藤里奈は「いつも一緒にいてなんでも話す仲」であり、約1年半歳下の上西恵は「落ち着くし甘えられるし本音で話し合える」とのこと[50]。
- メンバーへの感情は、最も恋心に近いのが小笠原茉由、妻が福本、娘が近藤[62]。山本彩は「自分には無いものを沢山持ってて羨ましく思う事がよくありますね」とも語っていた[63]。
- 同じ奈良県民の福本愛菜と「奈良（なら）〜ず」というコンビを結成していた[64]。
- 2011年1月時点で、将来の目標は未定だった。色々なことに挑戦し、スキルアップして、自分に向いていることを理解してから夢を決めたい、今はまだNMB48として頑張ることが第一であると語っていた[49]。その後は「笑顔が素敵なアイドル」と語っていた[45]。また、「AKB48 27thシングル選抜総選挙」に際して、「日本一のアイドルになること」が目標であり[65]、「NMB48がAKB48さんと同じように国民的アイドルになること」を目指すと宣言した[48]。
- 上記にもあるように奈良県出身であるが、奈良の自宅を「第1のホーム」、NMB48が拠点としている大阪市・難波を「第2のホーム」、年に1回は必ず大阪府柏原市在住の親戚宅に集まることから柏原市を「第3のホーム」と呼んでいる[66]。現在は東京都在住。
- 初ソロ曲のタイトルが「わるきー」に決まり（発表は2012年4月11日[59]）、「わるきー」をテーマにしたソログラビアも撮影され[67]、さらに秋元康や祖母から「わるきーは褒め言葉や魅力的な意味」などと言ってもらえたため、前述の「自分の中に潜む別人」という解釈を本人はするように変化していた[68]。なお、『FLASH』編集部の青木宏行が「わるきー、現われないかな」とGoogle+で呼びかけたところ[69]、「みるきー」と改めて呼ぶまで渡辺のコメントを得られなかったため、「やはり本人は、わるきーという意識はまったくない」「やっぱわるきーは、FLASHスペシャルの幻想だった、というオチで」と結論していた[70][71]。

### AKB48
- AKB48メンバーの推しメンは市川美織[72]。
- 「Everyday、カチューシャ」のPV撮影時のエピソードとして「最終日に、PV撮影も無事に終わって皆さんで食事をしたとき、私たちは二人（山本彩と）で、コッソリ食べようとしてたんですよ、遠慮して仲間に入れなくて。そしたら、大島優子さんが“NMBのコたち、こっちおいでよ!”って。前田敦子さんや大島優子さんたちと一緒の席で、緊張しながらだったんですけど、楽しく会話させていただいて。優しいなぁって思いました」[73]と語っていた。
- Google+における、AKB48グループの部活動では演劇部に所属していた[74]。

## NMB48・AKB48・SKE48在籍時の参加楽曲

### シングル選抜楽曲
NMB48名義
- 絶滅黒髪少女（センター）
  - 青春のラップタイム
  - 待ってました、新学期 - 「紅組」名義
  - 三日月の背中
- 「オーマイガー!」に収録
  - 僕は待ってる
  - 捕食者たちよ - 「紅組」名義
- 純情U-19
  - 右へ曲がれ! - 「紅組」名義
  - 恋愛のスピード - 「NMBセブン」名義
- ナギイチ（山本彩とWセンター）
  - 僕がもう少し大胆なら - 「紅組」名義
  - 初恋の行方とプレイボール - 「NMBセブン」名義
  - わるきー - ソロ楽曲
- ヴァージニティー
  - 妄想ガールフレンド
  - 存在してないもの - 「紅組」名義
- 北川謙二（山本彩とWセンター）
  - インゴール
  - 恋愛被害届け - 「紅組」名義
- 僕らのユリイカ
  - 届かなそうで届くもの
  - 野蛮なソフトクリーム - 「紅組」名義
- カモネギックス
  - 思わせ光線 - 「紅組」名義
- 高嶺の林檎
  - 水切り - 「紅組」名義
- らしくない
  - スターになんてなりたくない - 「Team BII」名義
- Don't look back!
  - 卒業旅行
  - ロマンティックスノー - 「Team BII」名義
- ドリアン少年
  - 心の文字を書け! - 「Team BII」名義
- Must be now
  - 空腹で恋愛をするな - 「Team BII」名義
- 甘噛み姫
  - フェリー - 「Team BII」名義
  - 道頓堀よ、泣かせてくれ!
- 僕はいない（センター）
  - 今ならば - 「さやみるきー」名義
  - 妄想マシーン3号機 - 「Team BII」名義
  - 夢の名残り - ソロ楽曲

AKB48名義
- Everyday、カチューシャ
- 「フライングゲット」に収録
  - 野菜占い
- 「GIVE ME FIVE!」に収録
  - NEW SHIP - 「スペシャルガールズA」名義
- 真夏のSounds good !
- 「ギンガムチェック」に収録
  - なんてボヘミアン - 「アンダーガールズ」名義
- UZA
  - 正義の味方じゃないヒーロー - 「チームB」名義
- 「永遠プレッシャー」に収録
  - HA! -「NMB48」名義
  - 私たちのReason
- So long !
  - そこで犬のうんち踏んじゃうかね? - 「梅田TeamB」名義
- さよならクロール
  - ロマンス拳銃 - 「Team B」名義
- 恋するフォーチュンクッキー
- ハート・エレキ
  - Tiny T-shirt - 「Team B」名義
- 「鈴懸の木の道で「君の微笑みを夢に見る」と言ってしまったら僕たちの関係はどう変わってしまうのか、僕なりに何日か考えた上でのやや気恥ずかしい結論のようなもの」に収録
  - Mosh & Dive
  - 君と出会って僕は変わった - 「NMB48」名義
- 前しか向かねえ
- ラブラドール・レトリバー
- 「心のプラカード」に収録
  - 誰かが投げたボール - 「アンダーガールズ」名義
- 希望的リフレイン
- 「Green Flash」に収録
  - マジすかFight
  - パンキッシュ - 「NMB48」名義
- 僕たちは戦わない
  - Summer side - 「セレクション16」名義
- ハロウィン・ナイト
  - ヤンキーマシンガン
- 「唇にBe My Baby」に収録
  - 365日の紙飛行機
  - 君を君を君を… - 「次世代選抜」名義
  - 金の羽根を持つ人よ - 「Team B」名義
- 「君はメロディー」に収録
  - しがみついた青春 - 「NMB48」名義
- 「翼はいらない」に収録
  - 恋をすると馬鹿を見る - 「Team B」名義

AKB48 チームサプライズ名義
バラの儀式公演
- 未来が目にしみる
- 幼稚園の先生
- ときめきアンティーク
- バラの儀式
- 美しい狩り
- 哲学の森
- ほっぺ、ツネル

SKE48名義
- 不器用太陽
  - 放課後レース - 「Team S」名義
- 12月のカンガルー
  - 消せない炎 - 「Team S」名義

### アルバム選抜楽曲
NMB48名義
- 『てっぺんとったんで!』に収録
  - てっぺんとったんで!
  - 12月31日
  - Lily - 「team N」名義
  - なめくじハート - 「超アイドル選抜」名義
- 『世界の中心は大阪や 〜なんば自治区〜』に収録
  - イビサガール
  - “生徒手帳の写真は気に入っていない”の法則
  - 君にヤラレタ - 「Team BII」名義
  - ハートの独占権

AKB48名義
- 『ここにいたこと』に収録
  - ここにいたこと - 「AKB48+SKE48+SDN48+NMB48」名義
- 『1830m』に収録
  - ノーカン - 「Team B」名義
  - いつか見た海の底 - 「Up-and-coming girls」名義
  - 青空よ 寂しくないか? - 「AKB48+SKE48+NMB48+HKT48」名義
- 『次の足跡』に収録
  - After rain
  - 他人行儀なSunset beach
  - 悲しき近距離恋愛 - 「Team B」名義
- 『ここがロドスだ、ここで跳べ!』に収録
  - パナマ運河
- 『0と1の間』に収録
  - ミュージックジャンキー - 「Team B」名義

### その他の参加楽曲
- シングル「右足エビデンス」（「藤田奈那」名義）に収録
  - 君は今までどこにいた? - 「AKB48」名義

### 未音源化曲
ぱちスロAKB48 勝利の女神公演
- あなたの代わりはいない
- 君のニュース
- ヘビーローテーション
- AKBフェスティバル

ぱちスロAKB48 誇りの丘公演
- 誇りの丘
- 左の腕で連れ去って…
- やさしさに甘えられない

### 劇場公演ユニット曲
NMB48名義
チームN 1st Stage「誰かのために」
- 投げキッスで撃ち落せ!
- 制服が邪魔をする

チームN 2nd Stage「青春ガールズ」
- 雨の動物園
- ふしだらな夏

チームN 3rd Stage「ここにだって天使はいる」
- ジッパー
- 初めての星
- 100年先でも

 チームBII 3rd Stage「逆上がり」
- 抱きしめられたら

AKB48名義
チームB 5th Stage「シアターの女神」
- ロッカールームボーイ（元・平嶋夏海ポジション）

梅田チームB ウェイティング公演
- ごめんね ジュエル（チームK 4th Stage「最終ベルが鳴る」）

チームB 7th Stage「ただいま 恋愛中」
- Faint

SKE48名義
 チームS 5th Stage「制服の芽」
- 枯葉のステーション
- 狼とプライド※
※東李苑のユニットアンダー

## 作品

### シングル
| 枚 | リリース日     | タイトル                   | 最高位 | レーベル                   | 販売形態 | 規格品番      | 形態       |
| -- | -------------- | -------------------------- | ------ | -------------------------- | -------- | ------------- | ---------- |
| 1  | 2014年12月24日 | やさしくするよりキスをして | 4位    | You, Be Cool!/KING RECORDS | CD+DVD   | KIZM-319/20   | 通常盤     |
| 1  | 2014年12月24日 | やさしくするよりキスをして | 4位    | You, Be Cool!/KING RECORDS | CD+DVD   | KIZM-90319/20 | 初回限定盤 |

- Milky Land（2018年9月19日・9月21日、ライブ会場先行販売 / 2018年9月22日、通販限定販売）

### アルバム
| 枚 | リリース日   | タイトル | 最高位 | レーベル  | 販売形態        | 規格品番   | 形態       |
| -- | ------------ | -------- | ------ | --------- | --------------- | ---------- | ---------- |
| 1  | 2019年4月3日 | 17%      | 11位   | etichetta | CD+DVD          | WPZL-31585 | 初回限定盤 |
| 1  | 2019年4月3日 | 17%      | 11位   | etichetta | CD              | WPCL-13024 | 通常盤     |
| 1  | 2019年4月3日 | 17%      | 11位   | etichetta | CD+Blu-ray+香水 | WQZQ-75/6  | FC限定盤   |

### ソロ楽曲
NMB48在籍時のみ。
- わるきー（作詞：秋元康、作曲：小川コータ、編曲：野中“まさ”雄一）
- 夢の名残り（作詞：秋元康、作曲：すみだしんや、編曲：華原大輔）

### 映像作品
- みるネコ（2013年7月2日、YRXJ-90000 / YRBJ-90005、よしもとアール・アンド・シー） - EAN 4571366496012

## ライブ
- 1st LIVE TOUR 2018 〜Milky Landだよね〜（2018年9月19日、Zepp Tokyo / 9月21日、なんばHatch）[33]
- 渡辺美優紀 Christmas Premium Live 2018（2018年12月25日、STUDIO COAST）[75]
- MIYUKI WATANABE TOUR 2019 "17%"（2019年4月12日、愛知・ビレッジホール / 21日、東京・昭和女子大学人見記念講堂 / 28日、大阪・オリックス劇場）[76]
- Miyuki Watanabe Christmas Premium Live 2019（2019年12月19日、なんばHatch / 25日、恵比寿ザ・ガーデンホール）[77]
- Miyuki Watanabe Christmas Premium Live 2020（2020年12月19日、ヒューリックホール東京）[78]
- Miyuki Watanabe Billboard Dance Show 『V.I.P』（2022年6月25日、Billboard Live YOKOHAMA）[41]

## 出演

### バラエティ
- AKBと××!（2011年4月21日 - 2016年1月27日・不定期出演、読売テレビ） - ××選抜メンバー
- ビーバップ!ハイヒール（2012年1月 - 、ABCテレビ） - 月1回程度出演
- 大阪ほんわかテレビ（2015年4月10日 - 2016年6月17日、読売テレビ） - 美留紀 役[79]
- みるきーのウィッチウェイ（2020年2月27日 - 、全3話、ダンスチャンネル by エンタメ〜テレ）[80]
- ゴルフ女子 ヒロインバトル（2022年2月6日 - 27日、BS12 トゥエルビ・三重テレビ）[81][82]
- あざとくて何が悪いの?（2022年4月17日、テレビ朝日） - 「あざと連ドラ」内・島田ナツミ 役[83]

### テレビドラマ
- So long ! 第3話（2013年2月13日、日本テレビ） - 神田サキ 役
- マジすか学園4（2015年1月20日 - 3月31日、日本テレビ） - こびー 役[84]
- マジすか学園5（2015年8月25日、日本テレビ[注 1]） - こびー 役
- AKBホラーナイト アドレナリンの夜 第9話「生中継」（2015年11月5日、テレビ朝日） - 主演・美夕 役[87]
- AKBラブナイト 恋工場 第17話「コミカルラブ」（2016年6月16日、テレビ朝日） - 主演・彩香 役[88]

### 映画
- NMB48 げいにん!THE MOVIE お笑い青春ガールズ!（2013年8月1日公開、よしもとクリエイティブ・エージェンシー）
- NMB48 げいにん!THE MOVIE リターンズ 卒業!お笑い青春ガールズ!!新たなる旅立ち（2014年7月25日公開、よしもとクリエイティブ・エージェンシー）

### ラジオ
- MBSうたぐみ Smile×Songs「NMB48のTEPPENラジオ」（2011年10月24日 - 2014年3月27日、MBSラジオ） - レギュラーパーソナリティ[注 2]
- NMB48のTEPPENラジオ（2014年4月2日 - 2016年6月29日、MBSラジオ）[注 2]

#### インターネットラジオ
- 南天のど飴 みるきーのWEBラジオ（2013年1月20日、Ustream・ニコニコ生放送）[89]

### 舞台
- 吉本興業創業100周年記念公演 吉本百年物語5月公演「キミとボクから始まった」（2012年6月4日、なんばグランド花月）[90]

### CM・広報
- スシロー「お持ち帰りパーティー」編（2012年11月30日 - 2013年、あきんどスシロー）[91]
- 南天のど飴（2012年10月29日 - 2013年、常盤薬品工業）
  - WEBムービー「南天な一日 ～TVCMサイドストーリー～」（2012年10月22日 - ）[92]
  - 「南天のど飴ちゃんやで」篇（2012年10月29日 - ）[93]
  - WEB限定ムービー「南天知ってる？」キャンペーン[94]
    - 第1話「東京」篇（2013年11月15日 - ）
    - 第2話「名古屋」篇（2013年12月6日 - ）
    - 第3話「大阪」篇（2013年12月26日 - ）
- パナソニック エコソリューションズ社（2014年）
  - Panasonic リフォーム「バスルーム」篇・「あかり」篇
  - VERITIS
- ホテル ラ・スイート神戸ハーバーランド - イメージキャラクター
  - スイーツ＆ベーカリー ル・パン神戸北野 『World Milk Day 6.1 JAPAN』（2017年6月）[95]
  - 神戸みなと温泉 蓮（2017年6月）[96]
- C Channel 『渡辺美優紀PRESENTSみるきーボディの作り方』シリーズ（2019年3月 - ） - C CHANNEL公式クリッパー[97]
  - 第一弾「食事編」（2019年3月 - ）
- チャミスル 『#チャミスルムーブ』キャンペーン（2021年11月1日 - 、ハイト眞露） - アンバサダー[98]
  - WEBムービー #チャミスルムーブ TikTokキャンペーンムービー（2021年11月1日 - ）
- 平塚競輪場 2022年度イメージキャラクター（2022年4月1日 - 、平塚市）[99]

### 広告モデル
- MARK STYLER MERCURYDUO - 「#mm」特設ページモデル
  - 第二弾「SHINE SUMMER SMILE SUMMER」（2021年6月11日 - ）[100]
- マッシュスタイルラボ SNIDEL HOME (スナイデル ホーム)
  - 「TWEETY meets SNIDEL HOME」（2022年9月14日 - ）[101]
  - 「PINK BLOSSOM with みるきー」（2023年3月13日 - ）[102]
- マルコ マキジェリーク（2024年4月1日 - ） - イメージモデル[103]
- COHINA（コヒナ） 2024 Summer Collection（2024年5月 - ）[104]

### ネット配信
- マジすか学園5（2015年8月25日 - 10月27日、Hulu[注 1]） - こびー 役
- 渡辺美優紀のMilky FM（仮） → 渡辺美優紀の今夜も大漁[105] （2018年8月24日 - 2019年3月14日、ニコニコ生放送）[106]
- シンデレラガールズトーク #うだカフェ（2019年11月27日 - 12月25日、AbemaTV） - ガールズチーフ[107]
- SPRAY! #日本を塗り替えろ（2020年6月27日 - 2021年3月30日、ABEMA） - SPRAY girls ガールズチーフ[108]

### ファッションショー
- 関西コレクション（京セラドーム大阪）
  - 2016 SPRING&SUMMER（2016年2月28日）[109]
  - 2019 SPRING&SUMMER（2019年3月17日） - ランウェイモデル・ゲストMC[110]
  - 2021 AUTUMN&WINTER（2021年9月5日）[111]
  - 2023 SPRING&SUMMER（2023年3月4日）[112]
  - 2024 SPRING&SUMMER（2024年3月20日）[113]
  - KANSAI COLLECTION 2024 AUTUMN＆WINTER（2024年8月1日）[114]
- 神戸コレクション2022 SPRING／SUMMER KOBE Bloom The City（2022年3月26日、三宮センター街）[115][116]
- Rakuten GirlsAward 2023 SPRING / SUMMER（2023年5月4日、国立代々木競技場第一体育館）[117]

### イベント
- 日本女子博覧会 -JAPAN GIRLS EXPO 2015 秋-（2015年11月1日、インテックス大阪）[118]
- 島ぜんぶでおーきな祭 第8回沖縄国際映画祭 ファッションイベント「ちゅらイイGIRLS UP！ステージ」（2016年4月23日、那覇市うみそら公園）[119]
- 大立山まつり2023 奈良ちとせ祝（ほ）ぐ寿（ほ）ぐまつり 魅力発信イベント～これまでの奈良、これからの奈良～（2022年12月15日、奈良まほろば館）[120][121]

## 書籍

### フォトブック・スタイルブック
- 渡辺美優紀 ファーストスタイルブック MILKY（2016年8月22日、光文社）ISBN 978-4334902148[122]
- 美優紀です。（2019年8月23日、宝島社、撮影：中村和孝）ISBN 978-4800296498[123]

### 写真集
- みる神（2012年11月20日、光文社、撮影：野澤亘伸、編集：エンタテインメント編集部）ISBN 978-4334901905
- MW（2016年7月8日、ヨシモトブックス、撮影：桑島智輝）ISBN 978-4847048517
- フォトブック「だっぴ」（2023年9月19日、角川春樹事務所、撮影：三宮幹史）ISBN 978-4758414517[124][125][42]

### 雑誌
- LARME（2012年12月17日 - 2016年7月16日、徳間書店） - レギュラーモデル[126][127]

### Web連載
- みるきー オトナ行き（2015年7月9日 - 2016年8月9日、モデルプレス）[128]

### カレンダー
- 卓上 渡辺美優紀 2013年カレンダー（2012年12月7日、ハゴロモ）
- 卓上 渡辺美優紀 2014年カレンダー（2013年12月6日、ハゴロモ）